# Pewaukee (manzana)
Pewaukee es una  variedad cultivar de manzano (Malus domestica). 
Un híbrido del cruce de 'Duchess of Oldenburg' x 'Northern Spy'. Criado por George P. Peffer, Pewaukee, Wisconsin. Registrado por primera vez en 1870. Fue introducido en los circuitos comerciales en 1923. Las frutas tienen una pulpa bastante firme y gruesa con un sabor subácido y ligeramente aromático.

## Sinonimia
- "Peewaukee"

## Historia
'Pewaukee' es una variedad de manzana, híbrido del cruce de 'Duchess of Oldenburg' x 'Northern Spy'. Desarrollado y criado a partir de 'Duchess of Oldenburg' mediante una polinización por la variedad 'Northern Spy'. Criado por George P. Peffer, Pewaukee, Wisconsin. Registrado por primera vez en 1870.
'Pewaukee' está cultivada en diversos bancos de germoplasma de cultivos vivos tales como en National Fruit Collection (Colección Nacional de Fruta) de Reino Unido con el número de accesión: 1930 - 019 y Nombre Accesión : Pewaukee.

## Características
'Pewaukee' árbol de extensión erguida, de vigor moderadamente vigoroso, portador de espuela. Tiene un tiempo de floración que comienza a partir del 4 de mayo con el 10% de floración, para el 9 de mayo tiene una floración completa (80%), y para el 16 de mayo tiene un 90% caída de pétalos. Presenta vecería.
'Pewaukee' tiene una talla de fruto de medio a grande; forma cónica redonda a cónica larga con lados claramente angulares y acanalados, con altura de 63.00mm y anchura de 70.50mm; piel lisa, fina, epidermis con color de fondo es amarillo verdoso, con un sobre color rojo anaranjado, importancia del sobre color medio-alto, y patrón del sobre color chapa / rayas presentando un lavado en rojo con un patrón de rayas carmín en la cara expuesta al sol, numerosas lenticelas más claras y puntiformes son visibles en todas las caras, "russeting" (pardeamiento áspero superficial que presentan algunas variedades) bajo; cáliz pequeño y abierto, ubicado en una cuenca de algo a poco profunda rodeada por una corona ligeramente abultada; pedúnculo muy corto y robusto, debido a una hinchazón carnosa no hay cavidad del tallo; carne es de color blanca, firme y de grano grueso. Sabor dulce, subácido y ligeramente aromático.
Su tiempo de recogida de cosecha se inicia a principios de octubre. Se mantiene bien durante dos meses en cámara frigorífica.

## Usos
Una buena manzana de uso de postre fresca en mesa.

## Susceptibilidades
Es susceptible al cancro.

## Ploidismo
Diploide, auto estéril. Grupo de polinización: C, Día 9.